# 포지본시
포지본시(이탈리아어: Poggibonsi)는 이탈리아 토스카나주 시에나도에 있는 코무네다.

## 역사
포지본시 지역은 이미 신석기 시대때부터 정착이 이뤄졌지만, 문명의 첫 흔적은 에트루리아 문명 때부터이며, 몇개의 네크로폴리스가 있었음이 증명됐고 "탈키오나"(Talciona) 또는 "마르투리"(Marturi, 마르스의 에트루리아식 명칭에서 유래)라고 불렸다.

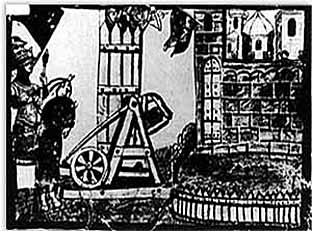
앙주의 샤를 1세의 포조보니치오 공성전

이곳이 중요 지역으로 떠오른건 로마와 피렌체를 연결하는 프란치제나 가도가 이곳을 지나기 시작한 서기 10세기 경이다. 1155년 또는 1156년에 구이디 백작인 구이도 구에라는 이곳과 인근 지역 마을의 거주민들을 새로운 정착지인 포조보니치오가 있는 언덕으로 옮기게 하였다. 12세기에 카타리파가 포지본시의 중요 신학 학교 한 곳을 지녔었다. 프리드리히 2세가 이곳을 제국령 도시로 선포하였고 조반니 빌라니에 따르면 이탈리아에서 가장 아름다운 도시 중 한 곳이였다고 한다. 기벨린 세력과 손을 잡았던 포조보니치오는 1270년에 피렌체의 구엘프 세력에게 파괴된다. 1293년 후 피렌체 지배하에 놓이게 되었다.
신성 로마 황제 하인리히 7세는 1313년에 몬테 임페리알레 재건 명령을 내렸으나, 그가 생전에 이뤄지지는 못했다. 1484년 로렌초 데 메디치는 안토니오와 줄리아노 다 산갈로가 건축한 요새들로 보호받는 포조보니치오가 르네상스 사상에 따르면 "이상적인 도시"라고 생각하여 이곳에 사유 건물을 지었다고 한다. 복원 작업은 1510년에 중단되었다.
19세기 초에 프랑스의 짧은 기간 지배를 받은 후, 1861년에 이탈리아 왕국의 영토가 되었다.

## 자매 도시
- 이탈리아 코를레토페르티카라
- 독일 베르네
- 프랑스 마르크앙바뢸